# Paul Carrack
Paul Melvyn Carrack (Sheffield, 22 aprile 1951) è un musicista e cantautore britannico.
Carrack è stato un membro di molti gruppi incluso Ace, Squeeze, Mike + The Mechanics, Roxy Music; è stato musicista ospite e di tour per parecchie band come Nick Lowe, e ha ottenuto successo anche come solista.

## Discografia

### Album da solista
- 1980 - Nightbird
- 1982 - Suburban Voodoo – (US #78)
- 1987 - One Good Reason – (US #67)
- 1989 - Groove Approved – (US #120)
- 1996 - Blue Views – (UK #55)
- 1997 - Beautiful World – (UK #88)
- 2000 - Satisfy My Soul – (UK #63)
- 2001 - Groovin'
- 2002 - Still Groovin – [Riedizione di Groovin con extra tracks e DVD bonus]
- 2003 - It Ain't Over – (UK #193)
- 2005 - A Soulful Christmas – [Paul Carrack & The SWR Big Band]
- 2005 - Winter Wonderland – [Paul Carrack & The SWR Big Band]
- 2007 - Old, New, Borrowed and Blue
- 2008 - I Know That Name – (UK #152)
- 2010 - A Different Hat – (UK #178) – [Paul Carrack con la Royal Philharmonic Orchestra]
- 2012 - Good Feeling
- 2013 - Rain or Shine
- 2016 - Soul Shadows
- 2018 - These Days
- 2021 - One On One

## Curiosità
- Ha lavorato con Elton John ed Eric Clapton.
- Ha interpretato la canzone Hey You allo storico concerto The Wall - Live in Berlin il 21 luglio 1990